# المونسان (نیوجرسی)
المونسان، نیوجرسی (به انگلیسی: Almonesson, New Jersey) یک منطقهٔ مسکونی در ایالات متحده آمریکا است که در نیوجرسی واقع شده‌است.

## خصوصیات
المونسان ۱۲ متر بالاتر از سطح دریا واقع شده‌است.